# Bucheggberg-Wasseramt
Die Amtei Bucheggberg-Wasseramt besteht aus den beiden solothurnischen Bezirken Bucheggberg und Wasseramt. Sie umfasst 26 Gemeinden mit 62'398 Einwohnern (Stand: 31. Dezember 2022) auf 139,35 km2 und besitzt damit 22 Mandate für den Solothurner Kantonsrat. Seit 2005 gilt die Amtei als Wahlkreis für die Kantonalwahlen.

## Politik
Bei den Kantonsratswahlen vom 9. März 2025 ergab sich für die Amtei Bucheggberg-Wasseramt folgende Sitzverteilung: SVP 6, SP 5, FDP 4, Mitte 4, Grüne 2 und GLP 1.